# Julio Iglesias Puga
Julio Iglesias Puga (* 26. Juli 1915 in Ourense; † 19. Dezember 2005 in Madrid) war ein spanischer Gynäkologe, Vater des Sängers Julio Iglesias und Großvater der Sänger Julio Iglesias Jr. und Enrique Iglesias.

## Leben
Im Spanischen Bürgerkrieg (1936–1939) stellte sich Iglesias Puga auf die Seite der Nationalisten des späteren Diktators Francisco Franco. In einer 2004 veröffentlichten Biografie Voluntad de Hierro („Eiserner Wille“) erzählte er, dass seine Familie mit der von Carmen Polo, der Ehefrau des Caudillo (Führer), eng befreundet war. 
Als Mediziner erlebte Iglesias einen rasante Karriere. Zu Beginn seiner Tätigkeit als Arzt war er einer der jüngsten Frauenärzte in ganz Spanien und Mitbegründer der früheren Frauenklinik in Madrid, deren Abteilung für Unfruchtbarkeit und Familienplanung er selbst leitete.
Iglesias Puga wurde im Dezember 1981 von Terroristen der baskischen Untergrundorganisation ETA entführt. Nach drei Wochen wurde er von der Polizei befreit. 
Aus seiner ersten Ehe mit María del Rosario de la Cueva y Perinan stammten zwei Söhne. Die Ehe wurde 1983 geschieden. Seine zweite Ehefrau Ronna Keith, ein dunkelhäutiges Ex-Model, lernte er kennen, als er 72 und sie 24 Jahre alt war. Das Paar heiratete 2001 heimlich in den USA; die Familie erfuhr erst einen Monat später davon und die Öffentlichkeit wurde erst ein Jahr danach unterrichtet – nach dem Tod seiner ersten Ehefrau María del Rosario de la Cueva y Perinan, die im März 2002 in Miami verstorben war. Aus der Ehe mit Ronna Keith stammen ein 2004 geborener Sohn und eine 2006 geborene Tochter.  
In seiner Biografie berichtete Iglesias sr. über sein bewegtes Liebesleben. Er trat gern in TV-Shows auf. Von der Regenbogenpresse erhielt er den liebevollen Beinamen papuchi (Väterchen). Der Journalist Peter Burghardt schrieb 2004 in der Weltwoche: „An seinen Verdiensten für Spanien besteht kein Zweifel. Schliesslich hat der Arzt dort die wohl weltweit erfolgreichste und wohlhabendste Dynastie von Sängern und Schürzenjägern begründet.“

## Werke
- Voluntad de Hierro. Biografie, 2004